# Liste der Baudenkmale in Wiesenaue
In der Liste der Baudenkmale in Wiesenaue sind alle denkmalgeschützten Bauten der brandenburgischen Gemeinde Wiesenaue aufgelistet. Grundlage ist die Veröffentlichung der Landesdenkmalliste mit dem Stand vom 31. Dezember 2021.

## Baudenkmale in den Ortsteilen
In den Spalten befinden sich folgende Informationen:
- ID-Nr.: Die Nummer wird vom Brandenburgischen Landesamt für Denkmalpflege vergeben. Ein Link hinter der Nummer führt zum Eintrag über das Denkmal in der Denkmaldatenbank. In dieser Spalte kann sich zusätzlich das Wort Wikidata befinden, der entsprechende Link führt zu Angaben zu diesem Denkmal bei Wikidata.
- Lage: die Adresse des Denkmales und die geographischen Koordinaten. Link zu einem Kartenansichtstool, um Koordinaten zu setzen. In der Kartenansicht sind Denkmale ohne Koordinaten mit einem roten beziehungsweise orangen Marker dargestellt und können in der Karte gesetzt werden. Denkmale ohne Bild sind mit einem blauen bzw. roten Marker gekennzeichnet, Denkmale mit Bild mit einem grünen beziehungsweise orangen Marker.
- Bezeichnung: Bezeichnung in den offiziellen Listen des Brandenburgischen Landesamtes für Denkmalpflege. Ein Link hinter der Bezeichnung führt zum Wikipedia-Artikel über das Denkmal.
- Beschreibung: die Beschreibung des Denkmales
- Bild: ein Bild des Denkmales und gegebenenfalls einen Link zu weiteren Fotos des Baudenkmals im Medienarchiv Wikimedia Commons

### Brädikow
| ID-Nr.            | Lage   | Bezeichnung   | Beschreibung | Bild           |
| ----------------- | ------ | ------------- | --- | -------------- |
| 09150036 Wikidata | (Lage) | Dorfkirchturm | Die Dorfkirche Brädikow wurde ursprünglich Mitte des 18. Jahrhunderts erbaut. Im Jahr 1868 wurde der neugotische Kirchturm aus gelben Ziegeln ergänzt. Das Kirchenschiff wurde 1974 wegen Baufälligkeit abgerissen und durch einen Gemeinderaum in Bungalowform ersetzt. | weitere Bilder |

### Vietznitz
| ID-Nr.            | Lage                                       | Bezeichnung                                                                                   | Beschreibung | Bild                                                                                          |
| ----------------- | ------------------------------------------ | --------------------------------------------------------------------------------------------- | --- | --------------------------------------------------------------------------------------------- |
| 09150377 Wikidata | Ringstraße (Lage)                          | Dorfkirche                                                                                    | Der östliche Teil der evangelischen Kirche ist spätgotisch, der westliche Teil ist barock mit einem Dachturm. Im Inneren befindet sich ein Blockaltar aus dem Jahre 1690, der Altaraufsatz stammt aus dem Jahre 1695. Der Kanzelkorb stammt aus dem Jahr 1686. | weitere Bilder                                                                                |
| 09150527          | Friesacker Straße 26, Ringstraße 28 (Lage) | Rittergut Vietznitz, bestehend aus Herrenhaus, Verwalterhaus, Stall, Scheune und Nebengebäude | | Rittergut Vietznitz, bestehend aus Herrenhaus, Verwalterhaus, Stall, Scheune und Nebengebäude |